# Vinicio Albanesi
Vinicio Albanesi (Campofilone, 20 settembre 1943) è un presbitero italiano, presidente della Comunità di Capodarco dal 1994, fondatore dell’agenzia giornalistica Redattore sociale e tra i fondatori del Coordinamento delle comunità di accoglienza.

## Biografia
Vinicio Albanesi nasce il 20 settembre 1943 a Campofilone. Di famiglia operaia, secondo di due figli, entra in Seminario nel 1954, all'età di 11 anni.

Compie tutti gli studi nel seminario arcivescovile di Fermo. Consegue la maturità classica nel 1962; termina gli studi di teologia nel 1967. È ordinato sacerdote del clero fermano il 18 marzo 1967.

Prosegue gli studi a Roma, alla Pontificia Università Gregoriana, conseguendo la licenza in Teologia (1969) e in Diritto canonico (1971).

Negli stessi anni frequenta la scuola di giornalismo alla Università internazionale degli studi sociali Pro Deo, conseguendone il relativo diploma (1971).
Nel maggio 2015 gli viene conferita l'onorificenza di Commendatore della Repubblica italiana.
Nel febbraio 2019 ha denunciato pubblicamente a Tv 2000 gli abusi subìti da ragazzo in seminario da parte di altri sacerdoti.

## Incarichi pastorali
Durante gli studi a Roma, è viceparroco nella parrocchia di S. Clemente (1967-1971). Riprenderà l'esperienza pastorale, nella sua diocesi, con la nomina a parroco (16.9.1984) della parrocchia di San Marco alle Paludi di Fermo, di cui è ancora oggi titolare.
Dal 1970 è insegnante di diritto canonico nell'Istituto teologico marchigiano.
Nel 1979 è nominato giudice del Tribunale ecclesiastico regionale, dal 1988 ne diventa vicario giudiziale. Dal 1985 al 1995 è membro del Consiglio di amministrazione dell'IDSC (Istituto diocesano per il sostentamento del clero). È stato direttore della Caritas diocesana dal 2003 al 2013. Il 17 ottobre 1994 è stato nominato cappellano di Sua Santità.

## Incarichi nel mondo del volontariato
Fin da seminarista conosce don Franco Monterubbianesi, fondatore della Comunità di Capodarco. Con lui apre nel 1971 la comunità di Capodarco di Roma e nel 1974 fa ritorno presso la Comunità di Capodarco di Fermo. Negli anni 1974-1984 la vita è tutta concentrata all'interno della comunità di Capodarco che riorganizza nell'accoglienza e nella gestione, divenendone presidente nel 1984.
Gli avvenimenti dei decenni settanta e ottanta vedono don Albanesi al centro delle discussioni che si svolgono nell'ambito del "Welfare State" e della carità nella Chiesa.
Insieme ad alcuni sacerdoti, fonda nel 1980 il Coordinamento delle comunità di accoglienza (CNCA) di cui diventa presidente nel 1990. Mantiene tale incarico fino al 2002.
Nel 1992 matura anche l'esperienza internazionale della Comunità internazionale di Capodarco, contribuendo alla fondazione e alla gestione di una ONG in Italia e di una missione in Ecuador (Diocesi di Riobamba), con la costituzione di due comunità per disabili e di fabbriche per il loro sostentamento. Ha quindi favorito l'attivazione di un centro di riabilitazione per disabili in Albania.
Nel 1994 diventa responsabile della Comunità generale di Capodarco, organismo che federa attualmente 14 comunità residenziali, sparse in 10 regioni, con un migliaio di soci.
Nel febbraio del 2001, don Albanesi promuove l'apertura dell'Agenzia giornalistica quotidiana “Redattore sociale", prima testata edita da una realtà del terzo settore.
Dal 2008 è presidente del Consiglio di indirizzo e di verifica dell'Istituto nazionale ricovero e cura anziani (INRCA), con sede ad Ancona.

## Collaborazioni
- Don Albanesi ha all'attivo numerose collaborazioni a riviste: Famiglia Cristiana, Jesus, Il Regno, Settimana, Vita pastorale, Servitium, Credere oggi, Partecipazione.
- La sua prima riflessione è espressa nella Lettera Sarete liberi davvero, edita nel 1983. Da segnalare la collaborazione nel 1995 per la campagna "Città solidale", curando la pubblicazione di 16 fascicoli per Caritas Italiana.
- Gli ultimi anni hanno segnato una produzione editoriale più intensa, con la pubblicazione di alcuni volumi. Nel 1998 esce il suo primo libro, per le Edizioni San Paolo, Il Dio della compagnia - Per una spiritualità della condivisione (prefazione di Michele Serra)].
- Dopo questo primo lavoro, nel 1999, sempre per le Edizioni San Paolo, esce Le tribù dell'antico mondo – Lettera ai nipoti sul vecchio millennio.
- Nel 2000 la terza opera, che torna alla spiritualità e si pone in continuità ideale con la prima: per le Edizioni Dehoniane Bologna esce La dolcezza di Dio.
- Nel novembre 2002, per le Edizioni San Paolo, pubblica Preghiere probabili, raccolta di poesie e preghiere nate dall'esperienza del contatto e dell'accoglienza con persone emarginate o in difficoltà (prefazione di Ferruccio de Bortoli).
- Nel 2004 escono per le Edizioni San Paolo, Voglia di credere, una introduzione al Cristianesimo in 100 pagine "per chi ha qualche dubbio", per le Edizioni Dehoniane Bologna Fede quotidiana
- Nel 2007, edito da Redattore sociale, esce Fare comunità, un libro che propone quanto è stato vissuto dalla Comunità di Capodarco nei suoi primi 40 anni di vita.
- Nel 2009 stampa in proprio A domani mamma, in ricordo della scomparsa di sua madre e San Marco alle Paludi - 25 anni di Parrocchia (1984-2009).
- Nel 2012 esce I tre mali della Chiesa in Italia, Àncora editrice[4].
- Nel 2013 pubblica l'autobiografia La finestra sulla strada, Ancora editrice.
- Nel 2014 esce Il sogno di una Chiesa diversa. Un canonista di periferia scrive al Papa, Ancora editrice.
- Nel 2015 pubblica Ripensare la famiglia. Per un cambio di passo nella Chiesa, Ancora editrice.
- Da sabato 29 agosto a sabato 21 novembre 2015 ha commentato su Rai Uno il Vangelo della domenica successiva, alla soglia del Giubileo della misericordia indetto da papa Francesco. L'appuntamento alle ore 17.20 circa durante la trasmissione A sua immagine-Le ragioni della speranza. Le puntate sono state girate in varie realtà della Comunità di Capodarco presenti in Italia, per rendere concreto e incarnare il "Vangelo delle periferie": accoglienza di persone con disabilità e di chi vive un disagio psichico, centri per migranti, ecc.[5].
- Nell'ottobre 2016 esce I quattro gradi dell'amore del prossimo, Ancora editrice, un saggio nel quale don Albanesi riflette a tutto campo sui fondamenti biblici, teologici e culturali di quello che è stato l'impegno della sua esistenza.
- L'anno successivo, 2017, prende posizione sulla questione della «rivendicazione femminile» al diaconato pubblicando il saggio Il diaconato alle donne? È possibile!, Ancora editrice.
- Sempre nel 2017 esce Lezionario privato, nel quale don Albanesi racconta la sua vita di ogni giorno dalla parte dei più deboli, ingiustizie e storture in campo sociale e politico, ma anche lentezze e inadeguatezze di una Chiesa non sempre all'altezza del Vangelo che proclama.
- Nel 2020 esce Decalogo, Edizioni Dehoniane.
- All'indomani della crisi che ha colpito le residenze sanitarie assistenziali durante la fase acuta della pandemia da covid-19 pubblica un e-book dal titolo Anziani deportati, edito da Redattore Sociale, nel quale il presidente della Comunità di Capodarco esprime il proprio pensiero sulla necessità di cambiare radicalmente la gestione della terza età.

## Opere
- Il Dio della compagnia - Per una spiritualità della condivisione, Edizioni San Paolo, 1998, pp.98, ISBN 9788821537516
- Le tribù dell'antico mondo – Lettera ai nipoti sul vecchio millennio, Edizioni San Paolo, 1999, pp 160, ISBN 9788821541247
- La dolcezza di Dio, Edizioni Dehoniane, 2000, pp 160, ISBN 9788810509821
- Preghiere probabili, Edizioni San Paolo, 2002, pp 104, ISBN 9788821547959
- Voglia di credere, Edizioni San Paolo, 2004, pp 128, ISBN 9788821551048
- Fede quotidiana, Edizioni Dehoniane, 2004, pp. 152, ISBN 9788810510223
- Fare comunità, Redattore Sociale, 2007, pp 99, ISBN 9788890296208
- A domani mamma, 2009
- I tre mali della Chiesa in Italia, Ancora editrice, 2012, pp. 176, ISBN 9788851409968
- Mi hanno chiesto consolazione e speranza, Ancora editrice, 2013, pp. 176, ISBN 9788851412173
- La finestra sulla strada. Autobiografia, Ancora editrice, 2013, pp. 176, ISBN 9788851412173
- Il sogno di una Chiesa diversa. Un canonista di periferia scrive al Papa, Ancora editrice, 2014, pp. 112, ISBN 9788851413873
- Ripensare la famiglia. Per un cambio di passo nella Chiesa, Ancora editrice, 2015, pp. 104, ISBN 9788851415310
- I quattro gradi dell'amore del prossimo, Ancora editrice, 2016, pp. 192,ISBN 9788851417284
- Il diaconato alle donne? E' possibile!, Ancora editrice, 2017, pp. 96, ISBN 9788851417901
- Lezionario privato, Ancora editrice, 2017, pp. 160, ISBN 9788851419738
- Decalogo, Edizioni Dehoniane, 2020, pp. 112, ISBN 9788810569245
- Anziani deportati, Redattore Sociale, 2020, pp. 27